# Rafé

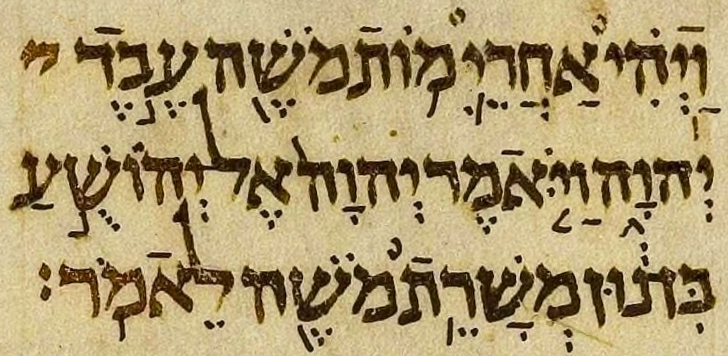
Texto del manuscrito Códice de Aleppo (c. 920), con varios rafes.
(Josué 1:1)

En la ortografía del idioma Hebreo el rafe, también raphe (Hebreo: רפה, ʀaˈfe, que significa "débil"), es un diacrítico; una barra horizontal corta colocada arriba de ciertas letras para indicar que ellas deben ser pronunciadas como fricativas.

## Yiddish/Ladino
Conservó adeptos en el Yiddish y Ladino, particularmente para distinguir /p/ (פּ, Pei) de la /f/ (פֿ, fei), y marcar consonantes que no se pronuncian.
| Nombre | Símbolo | AFI | Transliteración | Ejemplo |
| ------ | ------- | --- | --------------- | ------- |
| Pei    | פּ       | /p/ | p               | pan     |
| Fei    | פֿ       | /f/ | f               | fan     |